# 水城公園
水城公園（すいじょう こうえん）は、埼玉県行田市にある都市公園（総合公園）。また、同市の町名（行政地名）でもある。

## 概要
かつての忍城の周辺の外堀跡を整備した公園である。忍城が取り壊された後、外堀は忍沼と呼ばれていたが、北部から次第に埋め立てられ、行田市役所や市立体育館が建設された。2020年（令和2年）現在で水面が残る南端部が1964年（昭和39年）4月、埼玉県内最初の都市計画公園である水城公園として開園した。広さは約10.3haである。
水城公園の前身となる公園として成田公園（のち忍公園）が城跡周辺に所在していたが、これは明治政府が1873年（明治6年）に近代化路線の一環として、太政官公布で公園制度を発足させ整備したもので、さいたま市浦和区の調公園（当時は浦和公園偕楽園）に次いで埼玉県内で2番目の公園として、1875年（明治8年）に開園したものであった。当初の計画では、陸上競技場や体育館などを園内に併設する予定であった。
公園南側には忍・行田公民館と図書館があった。図書館は移転し跡地が駐車場となり、2017年（平成29年）に公民館もやや北側に新築移転し、2018年（平成30年）には南側駐車場の拡張工事が行われた。
また、園内の広場には桜が約200本植えられており、桜の名所にもなっている。外堀跡の水面にはホテイアオイの群落がある。
2018年（平成30年）には、旧忍町信用組合店舗だった洋館（市の文化財）が園内に移築された。
2021年（令和3年）、水城公園および周辺で開催されてきた行田春まつりが、新型コロナウイルス感染症拡大防止のため中止となった。
2025年（令和7年）2月、公園内でスターバックスコーヒーの店舗建設工事が始まる予定であったが、一部の反対運動を受けて、スターバックスコーヒージャパンが公園内への出店を一旦見合わせることを明らかにした。これを受けて、市長の行田邦子は、出店に向けて努力すると表明する一方、スターバックスコーヒーの出店を希望する市民有志の代表が2082筆の署名を添えた嘆願書を市に提出する動きも見られた。しかし、スターバックスコーヒージャパンは同年3月に「地域の皆様の間で意見の相違が続く現状では、この理念を十分に実現することが難しいと判断した」と述べ、公園内への出店を正式に断念した。

## 記念碑
園内各所に記念碑が設置されている。
- 林頼三郎
- 大澤龍次郎
- 三船久蔵
- 田山花袋の文学碑（田舎教師の碑文）[11]

## アクセス
- 行田市内循環バス 水城公園前停留所（南側）または水城公園停留所（中央）。
  - JR東日本高崎線行田駅より南大通りコース・西循環左回りのいずれかで約8分・水城公園前停留所または約9分・水城公園停留所下車。
  - なお、東循環左回りでは水城公園停留所が利用可能。西循環右回り・東循環右回り・北西循環・北東循環・観光拠点循環では、忍城バスターミナルより徒歩。
- 秩父鉄道秩父本線行田市駅から約1.2km、徒歩15分。または、北西循環左回り・北東循環右回り・東循環右回りで4分、忍城バスターミナル下車。
- その他JR東日本高崎線吹上駅北口1番のりばより朝日自動車の路線バスに乗車、佐間経由行田市内各方面行きで佐間停留所、もしくは新兵衛地蔵入口停留所にて下車、徒歩で東側の入口を利用可能。